# Witold Łukaszewicz
Witold Łukaszewicz (ur. 22 lipca 1911 w Boćkach, zm. 21 listopada 1975 w Warszawie) – polski historyk i działacz polityczny, badacz dziejów Polski XVIII i XIX wieku. Poseł na Sejm PRL V i VI kadencji.

## Życiorys
Był synem Konstantego (murarza) i Julii. W 1931 ukończył Gimnazjum im. Tadeusza Kościuszki w Bielsku Podlaskim, po czym podjął studia historyczne na Uniwersytecie Warszawskim (ukończone w 1934) pod kierunkiem Marcelego Handelsmana. Po studiach pracował w konsulacie polskim w Ostrawie, a potem jako nauczyciel w warszawskich gimnazjach. W czasie II wojny światowej zaangażował się w tajne nauczanie, aresztowany przebywał na Pawiaku od listopada 1940 do kwietnia 1941.
W 1945 podjął pracę na stanowisku starszego asystenta w Katedrze Historii Powszechnej Uniwersytetu Łódzkiego. Tam uzyskał w 1947 stopień doktora. Tematem jego rozprawy doktorskiej był Klaudiusz Franciszek Łazowski, zapomniany bohater Wielkiej Rewolucji Francuskiej (1752–1793), a promotorem Włodzimierz Dzwonkowski. W 1951 przeniósł się na Uniwersytet Mikołaja Kopernika w Toruniu, gdzie pracował w Katedrze Historii Nowoczesnej, w latach 1953–1954 był jej kierownikiem. W 1954 otrzymał tytuł profesora nadzwyczajnego, a w 1963 profesora zwyczajnego. W latach 1954–1956 oraz 1962–1965 był prorektorem, a od 1965 do 1975 rektorem UMK. W czerwcu 1968 wszedł w skład Komitetu Honorowego oraz Komitetu Przygotowawczego obchodów 500. rocznicy urodzin Mikołaja Kopernika.
Był działaczem Klubu Demokratycznego w Warszawie. W 1955 wstąpił do Polskiej Zjednoczonej Partii Robotniczej. Był członkiem egzekutywy Komitetu Uczelnianego tej partii na UMK, a także członkiem Komitetu Wojewódzkiego PZPR w Toruniu. Pełnił funkcję przewodniczącego Wojewódzkiego Komitetu Frontu Jedności Narodu. Był członkiem Komitetu Nauk Historycznych Polskiej Akademii Nauk oraz Rady Głównej Szkolnictwa Wyższego. Pełnił mandat posła na Sejm PRL V i VI kadencji w latach 1969–1975.
Został pochowany na Cmentarzu Komunalnym nr 1 w Toruniu.

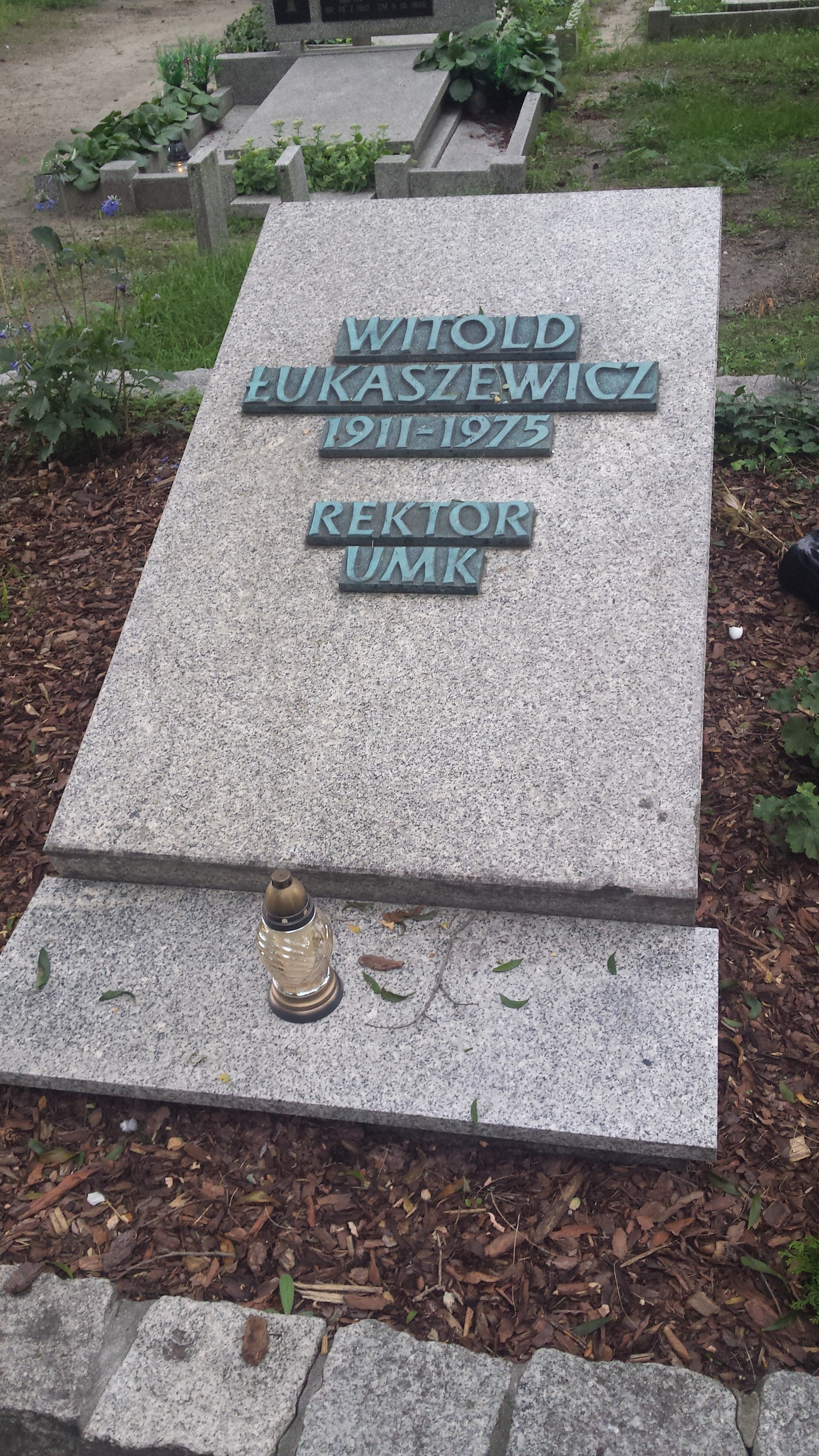
Grób prof. Witolda Łukaszewicza na cmentarzu Garnizonowym w Toruniu

Jego syn, Jerzy Łukaszewicz, również jest pracownikiem naukowym – w latach 2005–2012 pełnił funkcję dziekana Wydziału Chemii Uniwersytetu Mikołaja Kopernika.

## Wybrane publikacje
- Generał Edmund Taczanowski: naczelnik sił zbrojnych województwa kaliskiego i mazowieckiego w Powstaniu Styczniowym (1938)
- Klaudiusz Franciszek Łazowski, zapomniany bohater Wielkiej Rewolucji Francuskiej (1752–1793) (praca doktorska, 1947)
- Szymon Konarski: (1808–1839) (1948)
- Barykady paryskie (1827–1848) (1949)
- Mickiewicz widziany oczami historyka (1950)
- Przyczynek do działalności społeczno-gospodarczej biskupa Ignacego Krasickiego na Warmii w latach 1767–1774 (1955)
- Oddziaływanie rewolucji 1905–1907 na Wielkopolskę i Pomorze Wschodnie (1957)
- Postulaty badawcze związane z zagadnieniem rewolucji 1905–1907 (1957)
- Postępowa publicystyka emigracyjna 1831–1846: wybór źródeł (1961, wspólnie z Władysławem Lewandowskim)
- Z dziejów ruchu robotniczego na Pomorzu Gdańskim 1870–1904 (1961)
- Z dziejów rad robotniczo-żołnierskich w Wielkopolsce i na Pomorzu Gdańskim : Poznań, Bydgoszcz, Gdańsk, Toruń: 1918–1920 (1962, współautor)
- Pod czerwonym sztandarem: szkice z dziejów klasowego ruchu robotniczego na Pomorzu Gdańskim i Kujawach 1871–1948 (1968, redakcja pracy zbiorowej)
- Lenin in Polen: 1912–1914 (1970)

## Ordery i odznaczenia
- Krzyż Komandorski Orderu Odrodzenia Polski
- Order Sztandaru Pracy II klasy
- Krzyż Oficerski Orderu Odrodzenia Polski
- Medal 10-lecia Polski Ludowej (1955)[3]
- Medal Komisji Edukacji Narodowej

## Nagrody i wyróżnienia
- Nagroda WRN w Bydgoszczy I stopnia za wybitne osiągnięcia w dziedzinie nauki (zespołowa) za pracę Pod czerwonym sztandarem (1969)[4]
- tytuł doctora honoris causa Uniwersytetu w Rostocku (1970)